# Mérgulo-de-bico-curto
Mérgulo-de-bico-curto ou torda-de-bico-curto (Brachyramphus brevirostris) (nome científico: Brachyramphus brevirostris) é um espécie de ave da família dos alcídeos encontrada nas águas ao longo da costa do Alasca e da Sibéria Oriental. Esta espécie, atualmente classificada como quase ameaçada, é um "primo" próximo do B. marmoratus. Ao contrário de muitas aves marinhas, não forma colônias, em vez disso, nidifica em locais isolados no cume das montanhas, onde os ninhos eram conhecidos dos nativos americanos muitos anos antes de ornitólogos céticos os descreverem e fotografarem. É uma espécie pouco conhecida e pouco estudada, embora a preocupação com o seu estado de conservação, bem como o do B. marmoratus, tenha elevado o interesse científico por ambos.